# Estación de San Andrés de la Barca
San Andrés de la Barca (en catalán y oficialmente Sant Andreu de la Barca) es una estación de ferrocarril suburbano de las líneas S4 y S8 de Ferrocarriles de la Generalidad de Cataluña (FGC), perteneciente a la línea Llobregat-Noya, situada en el centro del municipio homónimo. También dispone de servicios de trenes regionales prestados por las líneas R5/R50 y R6/R60 de FGC. La estación registró en 2018 una entrada total de 605 321 pasajeros, de los cuales 42 576 corresponden a servicios de cercanías y 562 745 al Metro del Baix Llobregat.

## Situación ferroviaria
La estación se sitúa en el punto kilométrico 21,85 de la línea férrea de ancho métrico Magoria-Martorell. a 46 metros de altitud, entre las estaciones de Pallejá y El Palau. El tramo es de vía doble y está electrificado. El kilometraje se inicia en el emplazamiento de la estación primigenia de Magoria.

## Historia
La actual estación subterránea se inauguró el 20 de noviembre de 2001, pero la antigua estación en superficie ya existía desde 1912. Debido a las molestias que ocasionaba el paso de los trenes por el medio de la ciudad, se hizo necesario soterrar la línea, eliminando cuatro pasos a nivel y desdoblando la línea. La estación, antes de la inauguración de la línea S8 hasta Martorell-Enlace en el año 2000, fue la cabecera de la línea suburbana S33.

### Orígenes, fusión de compañías y primeras ampliaciones
La estación en superficie se inauguró el 29 de diciembre de 1912, coincidiendo con la inauguración de la línea del carrilet entre Magoria y Martorell-Central de ancho métrico.
Para entender la compleja historia de la línea, hay que decir que la actual línea Llobregat-Noya de los Ferrocarriles de la Generalidad de Cataluña (FGC) está formada por la red de la antigua sociedad de Ferrocarriles Catalanes (Compañía General de los Ferrocarriles Catalanes S.A., CGFC) que se había constituido para unir las tres compañías creadoras de buena parte de esta red: Tranvía o Ferrocarril Económico de Manresa a Berga, Ferrocarril Central Catalán y Camino de Hierro del Nordeste de España. Esta antigua red de CGFC fue conocida como El Carrilet o Línea de los catalanes. Comprendía inicialmente, las siguientes compañías ferroviarias y líneas.
- Ferrocarril de Manresa a Guardiola Tranvía o Ferrocarril Económico de Manresa a Berga, abierto al tráfico entre 1891 y 1904.
- Ferrocarril de Igualada a Martorell-Central Ferrocarril Central Catalán (CC), abierto al tráfico el 29 de julio de 1893.
- Ferrocarril de Magoria a Martorell-Central Camino de Hierro del Nordeste de España (NEE) abierto al tráfico el 29 de diciembre de 1912.
- Ferrocarril de Martorell a Manresa Compañía General de los Ferrocarriles Catalanes (CGFC) completado por tramos entre 1922 y el 22 de agosto de 1924.

En 1908 la compañía Camino de Hierro del Nordeste de España (NEE) inició la construcción del ferrocarril de Barcelona a Martorell. A finales de 1911 las obras estaban casi finalizadas y viendo que no podía construir todos los ramales previstos, modificó en 1912 las concesiones para convertirse en una sola llamada «Barcelona–Manresa con ramal a Vallirana». El 29 de diciembre de 1912, inauguraron el ferrocarril entre Magoria y Martorell-Enlace. tramo al que pertenece la estación, todo él en superficie. Esto permitió la explotación de la línea para transporte de viajeros desde Barcelona a Martorell e Igualada y a todas las poblaciones que ya servían los tramos inaugurados en el siglo XIX y el nuevo tramo entonces inaugurado.
En 1912 se conectaron las vías del CC con las del ferrocarril de Barcelona a Martorell de NEE, iniciando el transbordo a Martorell-Enlace desde el 1 de septiembre de 1913. En 1914 comenzaban los primeros trenes directos desde la estación a Igualada. La compañía CC pasaba por una difícil situación financiera que se vio agravada con la Primera Guerra Mundial.
En 1914 NEE también entró en crisis por la liquidación del principal apoyo de la compañía, el Banco Franco-Americano. El estallido de la Primera Guerra Mundial también trajo problemas a la compañía, ya que tenía su sede en Bélgica. Debido a los problemas de explotación en los tres ferrocarriles del valle del Llobregat, se iniciaron los trámites de fusión de las compañías existentes mediante la creación de una nueva entidad, la CGFC.
En 1919 se creó la Compañía General de Ferrocarriles Catalanes S.A.(CGFC), llamada a menudo Ferrocarrils Catalans. Ésta comenzó la explotación de los tres ferrocarriles, más tarde absorbió el resto de empresas y reinició las obras del ferrocarril de Martorell a Manresa,. iniciando el proceso de fusión. Los accionistas de CGFC adquirieron el capital de NEE, que transfirió la concesión del ferrocarril a CGFC con la disolución final de NEE. Igualmente esto se tradujo en la venta de la mayoría de las acciones de CC a CGFC, que finalmente compró la totalidad de la compañía en 1921 y disolvió la Compañía del Ferrocarril Central Catalán (CC).
El 29 de marzo de 1922 CGFC abrió al tráfico de viajeros parte del ramal Martorell-Manresa, hasta la estación de Olesa de Montserrat y el 29 de octubre de 1922 hasta la estación de Monistrol de Montserrat. Dos años después, el 22 de agosto de 1924, se abrió al tráfico de viajeros el tramo entre Monistrol de Montserrat y Manresa . Las obras corrieron a cargo de CGFC, que ya había adquirido los derechos sobre la línea.
El 27 de mayo de 1926 se abrió la actual estación subterránea de Barcelona-Plaza España que acercó a San Andrés de la Barca al centro de Barcelona. El 26 de noviembre del mismo año, se construyó un ramal desde San Baudilio que lo conectaba con el Puerto de Barcelona, aumentando el carácter industrial de la línea.

### Guerra Civil, decadencia y transferencia a FEVE
El estallido de la Guerra Civil en 1936 dejó la estación en zona republicana, el CGFC es colectivizado y administrado por un comité de trabajadores de la UGT y de la CNT, haciéndose cargo de la situación ante la huida de dirigentes y consejeros. Ante la nueva situación el gobierno republicano, que ya se había incautado de las grandes compañías ferroviarias mediante un decreto de 3 de agosto de 1936, permitió que en la práctica el control recayera en comités de obreros y ferroviarios. Con la llegada de las tropas sublevadas a Cataluña en 1939, CGFC toma de nuevo el control de la empresa. Durante los combates en la Guerra Civil muchas de las secciones, instalaciones y materiales se encontraban en mal estado y algunos no llegaron a ser rehabilitados.
No sería hasta finales de los años cincuenta cuando se inició una tímida modernización con la introducción de las primeras unidades diésel, pero sería necesario esperar hasta el Plan de Modernización (1963) para comenzar una renovación a fondo de la red. De esta época datan las electrificaciones como entre Pallejá y Martorell 1968, tramo al que pertenece la estación.
La crisis económica de mediados de los años setenta y el aumento de los déficits de explotación llevaron a la CGFC a solicitar ayudas estatales, que le fueron concedidas el 3 de diciembre de 1976 en forma de subvención. Finalmente, sin embargo, siendo incapaz de enderezar la situación, pidió el rescate avanzado de las concesiones, que pasaron a manos de la empresa pública FEVE el 1 de enero de 1977.
FEVE, como venía haciendo habitualmente desde años atrás, estudió el cierre de parte de las líneas, especialmente las más degradadas y con un mayor déficit de explotación. Estuvo a punto de ser cerrado el tramo entre Martorell-Enlace e Igualada, y también el tramo entre la Plaza España de Barcelona y L'Hospitalet de Llobregat.

### Creación de FGC y mejoras
Tras el restablecimiento de la Generalidad de Cataluña, un Real Decreto del 28 de julio de 1978 le transfirió las competencias en materia de transporte, haciéndose cargo de la explotación del Carrilet desde el 2 de noviembre, de manera transitoria desde la Consejería de Política Territorial y Obras Públicas.
Ferrocarriles de la Generalidad de Cataluña (FGC) se constituyó el 5 de septiembre de 1979 para gestionar la explotación de varias líneas históricas transferidas por el Gobierno de España a la Generalidad de Cataluña, y se considera heredera de las compañías de los Ferrocarriles Catalanes (Línea Llobregat-Anoia) y Ferrocarriles de Cataluña (FCC) de la línea Barcelona-Vallés. FGC implantó una serie de mejoras en las líneas que gestionaba, en la década de 1990 los dos gobiernos firmaron un convenio para financiar infraestructuras de transporte y FGC constituyó el llamado "Metro del Baix Llobregat". Entre 1996 y 1999 entraron en servicio los trenes de la serie 213, retirándose de la circulación comercial regular los últimos trenes de viajeros diésel.
En 2007 se completó la doble vía entre Barcelona y Martorell. En enero de 2008 circulaba el primer tren de mercancías entre la Seat de Martorell y el Puerto de Barcelona.

## La estación[4]
La nueva estación de San Andrés de la Barca es subterránea y consta de dos vías y un andén central. La estación dispone de dos accesos, uno por cada extremo, si bien sólo se usa el del lado Martorell quedando el otro como salida de emergencia. Hay un edificio de viajeros situado al nivel de la calle, dotado de las máquinas de venta de billetes y una cafetería. A un nivel inferior se encuentra el andén, a cuyo inicio se encuentran las puertas de control de accesos. Para enlazar el vestíbulo superior con el andén hay escaleras convencionales, una escalera mecánica y un ascensor, quedando la estación totalmente adaptada a personas con movilidad reducida (PMR). Completan las instalaciones un amplio aparcamiento en el exterior, situado justamente sobre las vías soterradas.

## Servicios ferroviarios

### Servicios de viajeros
Esta estación está dentro de la tarifa plana del área metropolitana de Barcelona, cualquier trayecto entre dos de los municipios de la área metropolitana de Barcelona se contará como zona 1. El horario de la estación se puede consultar en el siguiente enlace. El esquema de líneas del ferrocarril Llobregat-Noya puede descargarse de este enlace. El plano integrado de la red ferroviaria de Barcelona puede descargarse en este enlace. Todas las líneas que circulan por la estación efectúan parada.
| << cabecera                  | < estación             | línea            | estación >                    | cabecera >>         |
| ---------------------------- | ---------------------- | ---------------- | ----------------------------- | ------------------- |
| Línea Llobregat-Anoia de FGC |                        |                  |                               |                     |
| Barcelona-Plaza España       | Pallejá                |                  | El Palau                      | Olesa de Montserrat |
| Barcelona-Plaza España       | Pallejá                | Martorell Enlace | El Palau                      |                     |
| Barcelona-Plaza España       | Pallejá                | Manresa-Apeadero | El Palau                      |                     |
| Barcelona-Plaza España       | Pallejá                | Igualada         | El Palau                      |                     |
| Barcelona-Plaza España       | Pallejá                |                  | Estación de Martorell Central | Manresa-Apeadero    |
| Barcelona-Plaza España       | San Vicente dels Horts |                  | Estación de Martorell Central | Igualada            |

### Servicios de mercancías[24]
Actualmente, FGC opera dos servicios de transporte de mercancías en esta línea:
- Transporte de potasa entre las estaciones de Suria y el Puerto de Barcelona. Circulan tres trenes diarios (mañana, tarde y noche), de lunes a viernes, formados por un máximo de 20 vagones tolva de la serie 62 000, remolcados por una locomotora de la serie 254. Con la composición máxima, tienen una longitud de 270 metros, y un peso máximo de 1 200 toneladas.

Autometro opera los siguientes servicios:
- Transporte de automóviles nuevos de SEAT entre la factoría situada en Martorell y el Puerto de Barcelona. Circulan tres trenes diarios (mañana, tarde y noche), de lunes a viernes, formados por una composición de siete vagones de la serie 65 000, remolcados por una locomotora de la serie 254. Estos trenes tienen una longitud de 400 metros, y un peso de unas 650 toneladas. Este tren de mercancías circula por la línea desde enero de 2008.